# سليمان القانوني سلطان البرين والبحرين
كتاب "سليمان القانوني سلطان البرين والبحرين" (بالتركية: Kanuni Sultan Süleyman ve Zamanı)‏، وضعه الأستاذ الدكتور «فَرِيدون أمجان» (بالتركية: Feridun M. Emecen)‏ باللغة التركية وتُرجم إلى العربية، يتناول فيه تاريخ الدولة العثمانية من الناحية العسكرية في عهد السلطان سليمان القانوني.

## مؤلف الكتاب
هو الأستاذ الدكتور «فَرِيدون أَمَجَان» تخرج في قسم التاريخ بكلية الآداب جامعة إسطنبول عام 1979 ثم نال شهادة الدكتوراة من الكلية نفسها ومن نفس القسم عام 1985 وفي عام 1995 حصل على الأستاذية وهو الآن محاضر في جامعة التاشع والعشرين من مايو في إسطنبول.
له العديد من الكتب والمقالات حول التاريخ السياسي والاجتماعي العثماني.
من أشهر مؤلفاته:
- السلطان سليم الأول.
- السياسة في العصر الكلاسيكي العثماني.
- الأسرة الحاكمة والدولة والمجتمع في العصر الكلاسيكي العثماني.[3]

## الكتاب
تناول المؤلف في هذا الكتاب تاريخ الدولة العثمانية من الناحية العسكرية في عهد السلطان سليمان القانوني، وسَرَدَ عن صفات السلطان سليمان القانوني وخصائص عهده، مُرتبا الأحداث بحسب تسلسلها التاريخي.